# Michael Tavera
Pour les articles homonymes, voir Tavera (homonymie).
Michael Anthony Tavera, né le 24 septembre 1961 , est un compositeur américain de musique de film.

## Filmographie
- 1983 : Star Search (série télévisée)
- 1988 : Fantastic Max (série télévisée)
- 1988 : Le Dindon de la farce (Lucky Stiff)
- 1990 : Captain N & the Adventures of Super Mario Bros. 3 (série télévisée)
- 1990 : La Brigade des Rêves (Midnight Patrol: Adventures in the Dream Zone) (série télévisée)
- 1991 : Good Sports (série télévisée)
- 1991 : Où est Charlie? (Where's Waldo?) (série télévisée)
- 1991 : Charlie Hoover (série télévisée)
- 1992 : Shelley Duvall's Bedtime Stories (série télévisée)
- 1992 : Beethoven
- 1992 : Sightings (série télévisée)
- 1992 : Melrose Place (série télévisée)
- 1992 : Frozen Assets
- 1993 : Bitter Harvest
- 1993 : Exosquad (série télévisée)
- 1993 : The Chili Con Carne Club
- 1993 : Sonic the Hedgehog (série télévisée)
- 1994 : Le Petit Dinosaure : Petit-Pied et son nouvel ami (The Land Before Time II: The Great Valley Adventure) (vidéo)
- 1995 : Le Petit Dinosaure : La Source miraculeuse (The Land Before Time III: The Time of the Great Giving) (vidéo)
- 1995 : Mr. Payback: An Interactive Movie
- 1996 : Le Petit Dinosaure : Voyage au pays des brumes (The Land Before Time IV: Journey Through the Mists) (vidéo)
- 1996 : Casper (série télévisée)
- 1996 : No One Would Tell (TV)
- 1997 : Le Petit Dinosaure : L'Île mystérieuse (The Land Before Time V: The Mysterious Island) (vidéo)
- 1997 : Mort sur le Campus (Dying to Belong) (TV)
- 1997 : Chérie, nous avons été rétrécis (Honey, We Shrunk Ourselves) (vidéo)
- 1997 : Two Came Back (TV)
- 1997 : L'Homme-fusée (Rocket Man)
- 1997 : Mr. Magoo
- 1998 : Toonsylvania (série télévisée)
- 1998 : Culture
- 1998 : Girl (en)
- 1998 : Hyperion Bay (série télévisée)
- 1998 : Un si long sommeil (Forever Love) (TV)
- 1998 : Le Petit Dinosaure : La Légende du mont Saurus (The Land Before Time VI: The Secret of Saurus Rock) (vidéo)
- 1998 : Fievel et le Trésor perdu (An American Tail: The Mystery of the Night Monster) (vidéo)
- 1999 : Morsures mortelles (Silent Predators) (TV)
- 1999 : Beyond Chance (série télévisée)
- 1999 : Digimon Adventure (série télévisée)
- 1999 : Falcone contre Cosa Nostra (Excellent Cadavers)
- 2000 : Qui a tué Mona ? (Drowning Mona)
- 2000 : Les Quintuplés (Quints) (TV)
- 2001 : Disney's tous en boîte (House of Mouse) (série télévisée)
- 2001 : Time Squad, la patrouille du temps (série télévisée)
- 2001 : Affreux Vilains Martiens (série télévisée)
- 2001 : Le Petit Dinosaure : La Pluie d'étoiles glacées (The Land Before Time VIII: The Big Freeze) (vidéo)
- 2002 : Cendrillon 2 : Une vie de princesse (Cinderella II: Dreams Come True) (vidéo)
- 2002 : Lilo & Stitch
- 2002 : ¡Mucha Lucha! (série télévisée)
- 2002 : Le Petit Dinosaure : Mo, l'ami du grand large (The Land Before Time IX: Journey to the Big Water) (vidéo)
- 2003 : Charlotte's Web 2 (Charlotte's Web 2: Wilbur's Great Adventure) (vidéo)
- 2003 : Stitch! The Movie (vidéo)
- 2003 : Lilo et Stitch, la série (série télévisée)
- 2003 : Le Petit Dinosaure : La grande migration des long-cous (The Land Before Time X: The Great Longneck Migration) (vidéo)
- 2005 : On Native Soil
- 2005 : The Fix
- 2007  : Digimon Data Squad (série télévisée)
- 2008 : Kuzco, un empereur à l'école
- 2009 : The Last Lovecraft: Relic of Cthulhu
- 2010 : Tom et Jerry : Élémentaire, mon cher Jerry
- 2011 : Tom et Jerry et le Magicien d'Oz
- 2012 : Tom et Jerry : L'histoire de Robin des bois
- 2013 : Tom et Jerry : Le Haricot géant
- 2014 : Tom et Jerry et le Dragon perdu
- 2015 : Tom et Jerry : Mission espionnage
- 2016 : Tom et Jerry : Retour à Oz
- 2017 : Tom et Jerry au pays de Charlie et la chocolaterie
- 2018-2020 : Star Wars Resistance (série télévisée)